# Мирослав Мајкл Ђорђевић
Мирослав Мајкл Ђорђевић био је српски предузетник и задужбинар. Рођен је у Београду 1936. године, где је завршио Прву мушку гимназију у Београду. Емигрирао је у Сједињене Америчке Државе 1956. године. Радећи као физички радник приштедео је новац за школовање и уписао на Универзитет Калифорније, Беркли. Ту је 1960. дипломирао банкарство и финансије и упознао будућу жену Мари из Сан Франциска, са којом се венчао по завршетку магистратуре. Имају троје деце.
Мирослав је један од оснивача Фондације Студеница 1993. године, и њен доживотни председник.

## Биографија
Мирослав Мајкл Ђорђевић је рођен 1936. године у Београду, на Дорћолу. У Београду је завршио и Прву мушку гимназију. Емигрирао је у Сједињене Америчке Државе 1956. године, где је по доласку радио као физички радник како би уштедео за школовање. Дипломирао је 1960. године на Универзитету Калифорније - Беркли, где је и упознао своју супругу Мари из Сан Франциска. 

## Пословна каријера
Током 1980‑их година, Ђорђевић је започео успешну каријеру у финансијском сектору у Сједињеним Америчким Државама. Са партнерима је основао више компанија из области финансијских услуга.
Једна од првих компанија коју је основао била је USF&G Financial Security, у оквиру шире групе United States Fidelity and Guaranty. Компанија је била специјализована за финансијске гаранције и осигурање јавних пројеката.
Године 1993, Ђорђевић је увео своју компанију Capital Guaranty Company на Њујоршку берзу (NYSE), чиме је постао један од ретких представника српске дијаспоре који су достигли такав ниво у свету високих финансија.
У периоду од наредних десет година, под његовим вођством, компанија је финансирала јавне и инфраструктурне пројекте широм САД у укупној вредности од преко 18 милијарди америчких долара.
Након успеха у Америци, Ђорђевић је проширио своје пословање и на Балкан. Основaо је међународну банку и инвестирао у земље бивше Југославије, где је подржавао развојне и финансијске пројекте.